# Nesolynx orientalis
Nesolynx orientalis är en stekelart som beskrevs av Khan, Agnihotri och Sushil 2005. Nesolynx orientalis ingår i släktet Nesolynx och familjen finglanssteklar. Inga underarter finns listade i Catalogue of Life.